# Драган Аничић
Драган Аничић — Аника (Београд, 4. новембар 1970) је бивши српски фудбалер, а садашњи фудбалски тренер.

## Играчка каријера
Рођен у Београду, започео је каријеру у Црвеној звезди 1979. године.
Током своје каријере одиграо је за:
| Сезона    | Клуб | Клуб                    |
| 1988—1989 |      | НК Младост Петриња,     |
| 1989—1992 |      | Пролетер Зрењанин,      |
| 1992—1993 |      | Трудбеник Београд,      |
| 1993—1994 |      | Динамо Панчево,         |
| 1994—1997 |      | Палилулац Београд,      |
| 1997—1998 |      | Panargiakos F.C. Грчка, |
| 1998—1999 |      | Колубара Лазаревац,     |
| 1999—2000 |      | Београд ,               |
| 2000—2001 |      | Сартид Смедерево        |
| 2001—2002 |      | БСК, Борча              |

## Тренерска каријера
Након фудбалске каријере, 2003. године започео је тренерску каријеру. Први тренерски посао је имао у млађим категоријама БСК Борче.
Први ангажман као шеф стручног штаба је имао 2013. године, водећи БСК из Борче у Првој лиги Србије. Након тога је био тренер Слоге из Петровца на Млави, затим је опет водио БСК Борчу да би у јануару 2017. био постављен за главног тренера Мачве из Шапца. Водио је овај тим до освајања првог места у Првој лиги Србије и пласмана у Суперлигу Србије, после 65 година играња у нижим дивизијама. У сезони 2018/19. преузео је Вождовац из Београда.